# Radwan (Łódź)
Pour les articles homonymes, voir Radwan.
Radwan (prononciation [ˈradvan]) est un village de la gmina de Białaczów, du powiat d'Opoczno, dans la voïvodie de Łódź, situé dans le centre de la Pologne.
Il se situe à environ 7 kilomètres à l'ouest de Białaczów (siège de la gmina), 11 kilomètres au sud-ouest d'Opoczno (siège du powiat) et 74 kilomètres au sud-est de Łódź (capitale de la voïvodie).
Sa population s'élevait à 246 habitants en 2006.

## Administration
De 1975 à 1998, le village était attaché administrativement à l'ancienne voïvodie de Piotrków.

Depuis 1999, il fait partie de la nouvelle voïvodie de Łódź.